# Оаху
Оа̀ху (на английски: Oahu) е остров в Тихия океан, 3-ти по големина, най-населен и най-развит икономически в групата на Хавайските острови. Площта му е 1574 km², а населението 976 372 души (2012). Дължината му от северозапад на югоизток е 71 km, а ширината – до 48 km. На югоизток протока Каиви го отделя от остров Молокаи, а на северозапад протока Кауаи – от остров Кауаи. Бреговете му са предимно високи и стръмни, слабо разчленени, като само на юг и североизток има два по-характерни залива – Пърл Харбър и Канаохе. Покрай югозападното и североизточното му крайбрежие, от северозапад а югоизток се простират две успоредни планински вериги, изградени от базалтови лави, а между тях е разположена дълга и тясна низина. Най-високата точка на острова е връх Каала (1228 m), издигащ се в югозападната верига. Климатът е тропичен морски, със средни месечни температури 18 – 25°С и много влажен (годишна сума на валежите от 4000 до 12 500 mm). На острова протича река Кауконахуа (53 km), най-дългата на Хавайските острови. Горните части от склоновете на планините са заети от влажни тропични гори, а голямата низина, крайбрежните равнини и долните части на склоновете на двете планини – от плантации с ананаси, захарна тръстика и други тропически култури. Островът е изключителна туристическа дестинация, известен със своите безкрайни плажове. Главен град и столица на щата е Хонолулу. Тук е разположена и главната американска тихоокеанска военна база – Пърл Харбър.
Островът е открит на 18 януари 1778 г. от великия английски мореплавател Джеймс Кук.